# Brasschaat
Brasschaat es una localidad y municipio de la provincia de Amberes en Bélgica. Sus municipios vecinos son Amberes, Brecht, Kapellen, Schoten y Wuustwezel. Tiene una superficie de 38,5 km² y una población en 2020 de 38.206 habitantes, siendo los habitantes en edad laboral el 61% de la población.

## Historia
La zona era un asentamiento galo primitivo, que fue desplazado por otra tribu tribu gala de los belgas, que después fueron desplazados por la conquista romana, que construyeron una carretera importante en la zona. En la Edad Media la primera mención de «Breesgata» data de 1269. El pueblo de Brasschaat pertenecía geográficamente a la región de Campine, pero política y eclesiásticamente era parte del Obispado de Lieja hasta 1569. El final del siglo XVI fue particularmente duro para la población, pues las guerras entre católicos y protestantes redujeron enormemente la población a 420 personas, que tras la pandemia de peste redujo la población a 26 familias.

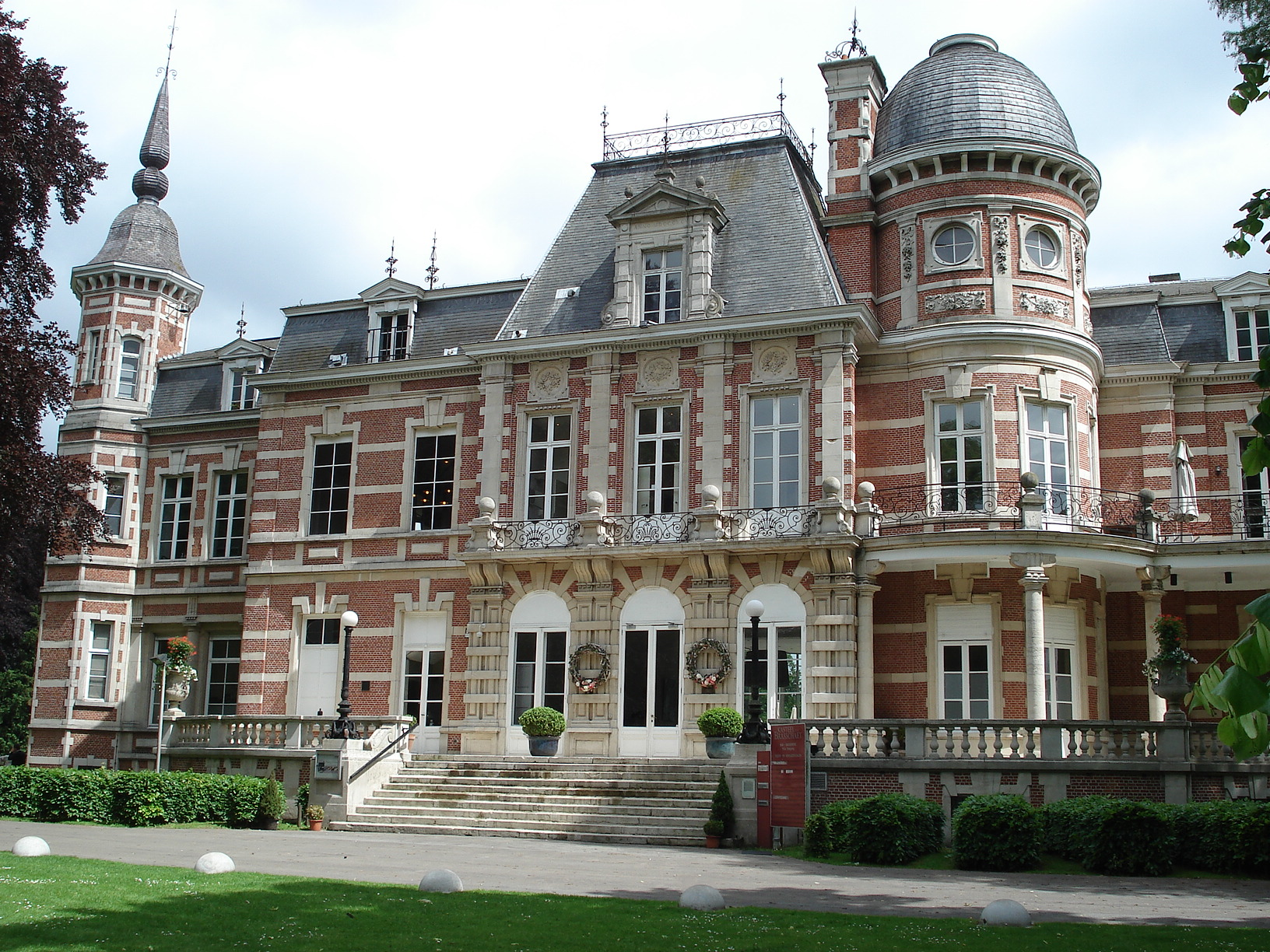
Castillo neoclásico.

En 1830, Brasschaat se convirtió en un municipio propio, separado de Ekeren. Debido a su posición estratégica en la defensa del puerto de Amberes, Brasschaat se convirtió en un importante puesto militar durante la Primera Guerra Mundial. La fortaleza de Brasschaat, todavía visible hoy, fue construida en 1912. Entre 1937 y 1939 las fortificaciones se ampliaron con búnkeres adicionales y una gran zanja antitanque.

## Demografía

### Evolución
Todos los datos históricos relativos al actual municipio, el siguiente gráfico refleja su evolución demográfica.
| Gráfica de evolución demográfica de Brasschaat entre 1846 y 2020 |
|                                                                  |

## Turismo
Brasschaat es conocida como "ciudad de parques", debido a varios bosques y antiguos campos de tiro, siendo la zona natural más conocida la de "De Inslag", que incluye 149 hectáreas de bosque y pasto. Brasschaat es también conocido por el "Peerdsbos", una zona de naturaleza y recreación.
El castillo de "De Mik", con puente levadizo, está rodeado de jardines ingleses y un arboreto. Brasschaat es reconocido en Bélgica por su larga calle principal llena de tiendas, cafés y bares, con joyerías caras y tiendas de ropa de diseño.

## Ciudades hermanadas
- Bad Neuenahr-Ahrweiler, en Alemania.
- Tarija, en Bolivia.

## Personas notables de Brasschaat
- Veerle Baetens, actriz y cantante.
- Pieter Jacobs, ciclista.
- Maarten Neyens, ciclista.
- Wietse Bosmans, corredor de ciclocrós.
- Gill Swerts, futbolista.
- Koen Geens, político.
- Gerolf Annemans, político.